# Luigi Caruso (compositore)
Luigi Caruso (Napoli, 25 settembre 1754 – Perugia, 15 novembre 1823) è stato un compositore italiano.

## Biografia
Studiò musica al Conservatorio della Pietà dei Turchini di Napoli, dove ebbe come maestro Nicola Sala. Terminati gli studi, a soli 19 anni debuttò come operista con il Barone di Trocchia, data nella città natale durante il carnevale del 1773. Seguì nell'anno successivo la rappresentazione a Londra dell'Artaserse, il suo primo dramma per musica. Il 15 marzo 1788 fu nominato maestro di cappella della Cattedrale di San Lorenzo di Perugia, posizione che, tranne per breve periodo, conservò fino alla morte; non è invece certa la sua attività di direttore della cappella a Urbino tra il 1808 e il 1810. Per tutta la sua vita, inoltre, viaggiò continuamente in Italia, in Portogallo, in Francia e in Germania per mettere in scena le proprie opere.
Caruso scrisse un gran numero di opere, sia serie che comiche; nelle sue opere buffe, le quali qualche volta risultano essere rielaborazioni di altri suoi precedenti lavori, seguno lo stile dell'opera napoletana del XVIII secolo. Nonostante egli avesse continuato a scrivere musica anche nei primi decenni del XIX secolo, rifiutò totalmente le nuove innovazioni del Romanticismo e rimase legato alla vecchia scuola napoletana.

## Lavori

### Opere
Sono note 64 opere di Caruso; l'anno e la città si riferiscono alla prima rappresentazione.
- Il barone di Trocchia (libretto di Francesco Cerlone, 1773, Napoli)
- L'innocente fortunata (dramma giocoso, 1774, Livorno; scritto in collaborazione con Giovanni Paisiello)
- Artaserse (dramma per musica, libretto di Pietro Metastasio, 1774, Londra)
- La lavandaia astuta (dramma giocoso, libretto di Pietro Chiari, 1775, Livorno)
- Il padre della virtuosa (dramma giocoso, libretto di Giovanni Bertati, 1776, Trieste)
- La caffettiera di spirito (dramma giocoso, 1777, Brescia)
- Il cavaliere Magnifico (dramma giocoso, libretto di Nicola Tassi, 1777, Firenze)
- La creduta pastorella (dramma giocoso, 1778, Roma)
- L'americana in Italia (dramma giocoso, libretto di Frediano (o Frediani), 1778, Roma)
- Il tutore burlato (1778, Bologna)
- L'amore volubile (dramma giocoso, libretto di Serafino Bellini, 1779, Bologna)
- Scipione in Cartagena (dramma per musica, libretto di Serafino Bellini, 1779, Venezia)
- L'albergatrice vivace (dramma giocoso, libretto di Giuseppe Palomba, 1780, Venezia)
- L'arrivo del burchiello da Padova a Venezia (dramma giocoso, libretto di Gaetano Fiorio, 1780, Venezia)
- La locanda di scompiglio (dramma giocoso, 1780, Firenze)
- Il fanatico per la musica (dramma giocoso, 1781, Roma; in collaborazione con C. Spontone)
- L'albergatrice rivale (dramma giocoso, 1781, Milano)
- Il marito geloso (dramma giocoso, libretto di Giovanni Bertati, 1781, Venezia)
- Il matrimonio in commedia (dramma giocoso, libretto di Giuseppe Palomba, 1781, Roma)
- L'inganno (commedia, libretto di Gaetano Ciliberti, 1782, Napoli)
- La gelosia (dramma giocoso, 1783, Roma)
- Il vecchio burlato (dramma giocoso, libretto di Giuseppe Palomba, 1784, Napoli)
- Gli amanti alla prova (dramma giocoso, libretto di Giovanni Bertati, 1783, Venezia)
- Gli scherzi della fortuna (intermezzo, 1784, Roma)
- Puntigli e gelosie tra moglie e marito (commedia, libretto di Giuseppe Palomba, 1784, Napoli)
- Giunio Bruto (dramma per musica, 1785, Roma)
- I tre amanti burlati (dramma giocoso, 1785, Ancona)
- Le parentele riconosciute (dramma giocoso, 1785, Firenze)
- Le spose ricuperate (dramma giocoso, libretto di Giovanni Bertati, 1785, Venezia)
- Il poeta melodrammatico in Parnaso (dramma eroicomico, 1786, Verona)
- Le rivali in puntiglio (dramma giocoso, libretto di Filippo Livigni, 1786, Venezia)
- Il poeta di villa (farsetta, 1786, Roma)
- Lo studente di Bologna (dramma giocoso, 1786, Roma)
- L'impresario fallito (dramma giocoso, 1786, Palermo)
- Il servo astuto (dramma giocoso, 1786, Gallarate)
- L'antiquario burlato ossia La statua matematica (dramma giocoso, libretto di Giovanni Bertati, 1786, Pesaro)
- Alessandro nelle Indie (dramma per musica, libretto di Pietro Metastasio, 1787, Roma)
- La convulsione (confusione) (dramma giocoso, libretto di Giuseppe Palomba, 1787, Napoli)
- Il maledico confuso (dramma giocoso, 1787, Roma)
- Gli amanti disperati (dramma giocoso, 1787, Napoli)
- Antigono (dramma per musica, libretto di Pietro Metastasio, 1788, Roma)
- Il calabrese fortunato (dramma giocoso, 1788, Cento)
- La sposa volubile ossia L'amante imprudente (intermezzo, 1789, Roma)
- Le due spose in contrasto (dramma giocoso, 1789, Roma)
- La disfatta di Duntalmo, re di Theuta (Duntalamo) (dramma per musica, 1789, Roma)
- Amleto (dramma per musica, libretto di F. Dorsene Aborigeno, dopo Jean-François Ducis, 1790, Firenze)
- Attalo, re di Bitinia (dramma per musica, libretto di Antonio Salvi, 1790, Roma)
- Demetrio (dramma per musica, libretto di Pietro Metastasio, 1790, Venezia)
- I due fanatici per la poesia (intermezzo, 1791, Firenze)
- La locandiera astuta (dramma giocoso, libretto di Gaetano Rossi, 1792, Roma)
- Gli amanti ridicoli (dramma giocoso, 1793, Roma)
- Oro non compra amore ossia Il barone di Moscabianca (dramma giocoso, libretto di Angelo Anelli, dopo Giovanni Bertati, 1794, Venezia)
- Il giocatore del lotto (dramma giocoso, 1795, Roma)
- La Lodoiska (dramma per musica, libretto di F. G. Ferrari, 1798, Roma)
- La tempesta (1798, Napoli)
- La donna bizzarra (dramma giocso, libretto di A. Bernardini, 1799, Roma)
- Due nozze in un sol marito (dramma giocoso, 1800, Livorno)
- Le spose disperate (dramma giocoso, 1801, Roma)
- Il trionfo di Azemiro (1802, Roma)
- Il principe invisibile (dramma giocoso, libretto di Giuseppe Carpani, San Pietroburgo, 1802)
- La ballerina raggiratrice (dramma giocoso, libretto di B. Mezzanotte, 1805, Roma)
- L'inganno felice (dramma giocoso, libretto di Gaetano Ciliberti, 1807, Venezia)
- Così si fa alle donne ossia L'avviso ai maritati (dramma giocoso, 1810, Firenze)
- Minerva al Trasimeno (festa teatrale, libretto di N. Brucalassi 1811, Perugia)

### Musica sacra
- Giuditta (oratorio, 1781, Urbino)
- Jefte (azione sacra, libretto di Antonio Scarpelli, 1785, Bologna)
- San Tommaso d'Aquino (oratorio, 1788)
- La sconfitta degli Assiri (oratorio, libretto di A. Passeri, 1790, Perugia)
- Cantata pastorale per la festa di Natale (1791, Perugia)
- Maria Annunziata (componimento dramatico, libretto di G. B. Agretti, 1791, Perugia)
- L'orgolio punito ossia Il trionfo di Davide sopra Golia (oratorio, libretto di G. B. Agretti, 1791, Assisi)
- Cantata a due voci in honore della natività di Maria (1792, Perugia)
- Musica sopra l'agonia di Gesù Cristo (1802)
- Cantata a Maria Santissima del Buon Consiglio (1805, Perugia)
- Cantata funebre per V. Cesarei (testo di L. Bartoli, 1809, Perugia)
- Il tempo sopra la verità (testo di L. Bartoli, 1810 Perugia)
- Cantata per 2 voci e strumenti
- La colpa innocente (oratorio)
- Altra musica sacra: Inni, Graduali, Magnificat, Messe, Offertori, Requiem, passioni e altri lavori minori

### Lavori strumentali
- 12 danze per mandolino e pianoforte
- Sinfonie
- Sonata in do maggiore per organo